# Archivolta
Archivolta to kwartalnik o zasięgu ogólnopolskim, specjalizujący się w tematyce architektury i budownictwa. Istnieje na rynku wydawniczym od 1999 roku.

## Charakterystyka
Czasopismo ukazuje się w formie kolorowej broszury formatu A4. Przedstawia ono reportaże o nowych budynkach, wzbogacone o fotografie i rysunki architektoniczne prezentowanych obiektów. W magazynie można znaleźć również teksty publicystyczne, felietony i wywiady, a także obszerną sekcję studencką i wiadomości o konkursach. Stałe działy pisma to: architektura (projekty i realizacje z kraju i ze świata), wnętrza, konserwacja zabytków architektury, historia, materiały oraz technologie budowlane.

## Redakcja
Z magazynem związani są lub byli w przeszłości:
- prof. dr inż. arch. Zbigniew Bać
- prof. zw. dr hab. inż. Kazimierz Flaga
- prof. zw. dr hab. arch. Sławomir Gzell
- prof. dr hab. inż. arch. Nina Juzwa
- prof. dr hab. inż. arch. Lech Kłosiewicz
- prof. dr hab. inż. arch. Dariusz Kozłowski
- prof. dr hab. inż. arch. Konrad Kucza-Kuczyński
- dr hab. Irma Kozina
- prof. dr hab. inż. arch. J. Krzysztof Lenartowicz
- prof. zw. dr hab. inż. arch. Andrzej Niezabitowski
- dr. hab. inż. arch. Jan Pallado
- prof. dr hab. inż. arch. Anna Pawlikowska-Piechotka
- prof. dr hab. inż. arch. Jacek Radziewicz-Winnicki
- prof. zw. dr hab. inż. arch. Andrzej Skoczek
- dr inż. arch. Ryszard Nakonieczny
- oraz obecny redaktor naczelny dr hab. inż. arch. Jan Kurek